# Sean Zawadzki
Sean Zawadzki (Olmsted Falls, 2000. április 21. –) amerikai válogatott labdarúgó, a Columbus Crew középpályása.

## Pályafutása

### Klubcsapatokban
Zawadzki az Ohio állambeli Olmsted Falls városában született. Az ifjúsági pályafutását a Columbus Crew akadémiájánál kezdte.
2019-ben mutatkozott be a Long Island Rough Riders felnőtt keretében. 2022. január 13-án kétéves szerződést kötött az észak-amerikai első osztályban szereplő Columbus Crew együttesével. Először a 2022. június 26-ai, Real Salt Lake ellen 0–0-ás döntetlennel zárult mérkőzésen lépett pályára. Első gólját 2022. június 30-án, a Toronto ellen idegenben 2–1-re megnyert találkozón szerezte meg.

### A válogatottban
Zawadzki az U20-as korosztályú válogatottban képviselte Amerikát.
2024-ben debütált a felnőtt válogatottban. Először a 2024. január 20-ai, Szlovénia ellen 1–0-ra elvesztett barátságos mérkőzésen lépett pályára.

## Statisztikák
2024. augusztus 26. szerint
| Klub          | Szezon   | Osztály  | Bajnokság | Bajnokság | Kupa  | Kupa | Nemzetközi | Nemzetközi | Összesen | Összesen |
| Klub          | Szezon   | Osztály  | Meccs     | Gól       | Meccs | Gól  | Meccs      | Gól        | Meccs    | Gól      |
| ------------- | -------- | -------- | --------- | --------- | ----- | ---- | ---------- | ---------- | -------- | -------- |
| Columbus Crew | 2022     | MLS      | 5         | 1         | 0     | 0    | —          | —          | 5        | 1        |
| Columbus Crew | 2023     | MLS      | 36        | 3         | 3     | 1    | 3          | 0          | 39       | 4        |
| Columbus Crew | 2024     | MLS      | 21        | 1         | 0     | 0    | 10         | 0          | 31       | 1        |
| Összesen      | Összesen | Összesen | 62        | 5         | 3     | 1    | 13         | 0          | 78       | 6        |

### A válogatottban
| Válogatott       | Év       | Pályára lépés | Gól |
| ---------------- | -------- | ------------- | --- |
| Egyesült Államok | 2024     | 1             | 0   |
| Összesen         | Összesen | 1             | 0   |

## Sikerei, díjai
Columbus Crew
- MLS
  - Bajnok (1): 2023

- Leagues Cup
  - Győztes (1): 2024

- Campeones Cup
  - Döntős (1): 2024

- CONCACAF-bajnokok ligája
  - Döntős (1): 2024